# Sant Crist del Guix
Sant Crist del Guix és una capella romànica del municipi de Manresa (Bages) protegida com a bé cultural d'interès local.

## Descripció
És una capella d'una sola nau, amb un absis, a llevant, lleugerament arrodonit, però que no arriba a ser semicircular. Al mig d'aquest s'obre una finestreta de mig punt i de doble esqueixada. La teulada és a doble vessant i presenta una barbacana que envolta la construcció. Als laterals -sud i nord- hi ha dos contraforts força massissos, que reforcen l'edificació. A la cara nord sobresurt a l'exterior la sagristia. A migdia s'obre una porta d'estructura rectangular, amb una grossa llinda. A sobre d'aquesta hi ha una obertura quadrada, però parcialment tapiada, de forma que solament resta una obertura circular. En aquesta mateixa cara s'alça una petita espadanya molt deteriorada. L'aparell és obrat amb blocs de pedra molt irregulars, units amb argamassa. El parament presenta restes d'arrebossat. Es pot veure que la capella ha sofert algunes modificacions i ampliacions al llarg de la història.

## Història
Sarret i Arbós diu que l'antiguitat de la casa i capella anomenada del Guix no es pot pas determinar; però si que es troba notícia, en les escriptures del segle xiii, del coll de l'oratori de Sant Salvador, referint-se a la capella que hi ha al costat del casal del Guix. Al segle xiv al contractar-se l'obra de la Séquia es fa menció al mas Guix i el coll de l'oratori, com a llocs on ha d'arribar la séquia. El Pobarde de Manresa era el senyor d'aquest terreny i els propietaris havien de prestar-li fidelitat, segons es dedueix de documents del s.XIV. Al segle xvi els propietaris, Miquel i Bernat Guix, vengueren el casal i les terres a Lluís de Peguera. Al segle xix, Dolors de Foxa disposà al morir (1884) en el seu testament que la casa i heretat del Guix fos venuda i els beneficis es repartissin entre cases de beneficència de Manresa, convent de monges pobres i P. Jesuïtes. La capella del costat del mas és dedicada al Crist de Sant Salvador, i com diu Sarret: "els manresans al s.XVI hi celebraven un aplec o romeria molt concorreguda".